# Раян Шеннон
Раян Шеннон (англ. Ryan Shannon, нар. 2 березня 1983, Деріан) — американський хокеїст, що грав на позиції центрального нападника. Грав за збірну команду США.
Володар Кубка Стенлі.

## Ігрова кар'єра
Уродженець Деріана Раян є вихованцем місцевої команди. У 1996 американець виступав на міжнародному дитячому турнірі в Квебеку.
Хокейну кар'єру розпочав 2001 року виступами за хокейну команду Бостонського коледжу. В останньому сезоні Шеннон увійшов до команди всіх зірок.
3 квітня 2005 на правах вільного агента уклав контракт з клубом «Майті Дакс оф Анагайм» але захищав кольори фарм-клубу «Цинциннаті Майті Дакс», а згодом і в «Портленд Пайретс», які виступають в АХЛ. У складі «Анагайм Дакс» Раян дебютував у сезоні 2006–07. 22 жовтня 2006 відзначився голом у грі проти «Лос-Анджелес Кінгс».
23 червня 2007 Шеннона продали до клубу «Ванкувер Канакс». Після кількох матчів на початку сезону 2007–08 центрального нападника відправили до фарм-клубу «Манітоба Мус». Згодом його повернули до «Канакс», а 23 липня 2008 сторони продовжили умови контракту.
2 вересня 2008 Раяна продали до команди «Оттава Сенаторс». Сезон 2008–09 нападник розпочав у складі «Бінгхемптон Сенаторс» але кінцівку сезону відіграв за «Оттаву Сенаторс» встановивши низку особистих рекордів. влітку сторони продовжили контракт ще на один сезон.
7 липня 2011 Шеннон підписав річний контракт із «Тампа-Бей Лайтнінг».
З сезону 2012–13 по 2016–17 Раян захищав кольори швейцарського клубу «ЦСК Лайонс».
Загалом провів 318 матчів у НХЛ, включаючи 13 ігор плей-оф Кубка Стенлі.
Був гравцем молодіжної збірної США, у складі якої брав участь у 7 іграх. Виступав за національну збірну США, на головних турнірах світового хокею провів 16 ігор в її складі.

## Тренерська кар'єра
16 лютого 2017 Школа Тафта оголосила, що він стане наступним головним тренером хокейної команди та змінить Даніеля Мерфі.

## Нагороди та досягнення
- Володар Кубка Стенлі в складі «Анагайм Дакс» — 2007.
- Чемпіон Швейцарії в складі «ЦСК Лайонс» — 2014.

## Статистика

### Клубні виступи
| Сезон        | Клуб                    | Ліга         | Регулярний сезон | Регулярний сезон | Регулярний сезон | Регулярний сезон | Регулярний сезон | Плей-оф | Плей-оф | Плей-оф | Плей-оф | Плей-оф |
| Сезон        | Клуб                    | Ліга         | І                | Г                | П                | О                | ШХ               | І       | Г       | П       | О       | ШХ      |
| ------------ | ----------------------- | ------------ | ---------------- | ---------------- | ---------------- | ---------------- | ---------------- | ------- | ------- | ------- | ------- | ------- |
| 2001–02      | Бостонський коледж      | НКАА         | 38               | 8                | 17               | 25               | 12               | —       | —       | —       | —       | —       |
| 2002–03      | Бостонський коледж      | НКАА         | 36               | 14               | 24               | 38               | 4                | —       | —       | —       | —       | —       |
| 2003–04      | Бостонський коледж      | НКАА         | 42               | 15               | 27               | 42               | 22               | —       | —       | —       | —       | —       |
| 2004–05      | Бостонський коледж      | НКАА         | 38               | 14               | 31               | 45               | 22               | —       | —       | —       | —       | —       |
| 2004–05      | «Цинциннаті Майті Дакс» | АХЛ          | 4                | 1                | 0                | 1                | 2                | —       | —       | —       | —       | —       |
| 2005–06      | «Портленд Пайретс»      | АХЛ          | 71               | 27               | 59               | 86               | 44               | 19      | 11      | 11      | 22      | 8       |
| 2006–07      | «Портленд Пайретс»      | АХЛ          | 14               | 2                | 7                | 9                | 12               | —       | —       | —       | —       | —       |
| 2006–07      | «Анагайм Дакс»          | НХЛ          | 53               | 2                | 9                | 11               | 10               | 11      | 0       | 0       | 0       | 6       |
| 2007–08      | «Манітоба Мус»          | АХЛ          | 13               | 1                | 7                | 8                | 10               | —       | —       | —       | —       | —       |
| 2007–08      | «Ванкувер Канакс»       | НХЛ          | 27               | 5                | 8                | 13               | 36               | —       | —       | —       | —       | —       |
| 2008–09      | «Бінгхемптон Сенаторс»  | АХЛ          | 36               | 10               | 25               | 35               | 16               | —       | —       | —       | —       | —       |
| 2008–09      | «Оттава Сенаторс»       | НХЛ          | 35               | 8                | 12               | 20               | 2                | —       | —       | —       | —       | —       |
| 2009–10      | «Оттава Сенаторс»       | НХЛ          | 66               | 5                | 11               | 16               | 20               | 2       | 0       | 0       | 0       | 0       |
| 2010–11      | «Оттава Сенаторс»       | НХЛ          | 79               | 11               | 16               | 27               | 24               | —       | —       | —       | —       | —       |
| 2011–12      | «Тампа-Бей Лайтнінг»    | НХЛ          | 45               | 4                | 8                | 12               | 10               | —       | —       | —       | —       | —       |
| 2012–13      | «ЦСК Лайонс»            | НЛА          | 42               | 12               | 22               | 34               | 26               | 12      | 2       | 5       | 7       | 2       |
| 2013–14      | «ЦСК Лайонс»            | НЛА          | 49               | 7                | 23               | 30               | 24               | 18      | 5       | 7       | 12      | 2       |
| 2014–15      | «ЦСК Лайонс»            | НЛА          | 49               | 10               | 25               | 35               | 18               | 18      | 5       | 4       | 9       | 6       |
| 2015–16      | «ЦСК Лайонс»            | НЛА          | 42               | 9                | 26               | 35               | 6                | 3       | 1       | 0       | 1       | 0       |
| 2016–17      | «ЦСК Лайонс»            | НЛА          | 40               | 8                | 15               | 23               | 10               | 6       | 0       | 1       | 1       | 0       |
| Усього в НХЛ | Усього в НХЛ            | Усього в НХЛ | 305              | 35               | 64               | 99               | 90               | 13      | 0       | 0       | 0       | 6       |

### Збірна
| Рік                | Команда            | Турнір             | Місце              | І  | Г | П | О | ШХ |
| ------------------ | ------------------ | ------------------ | ------------------ | -- | - | - | - | -- |
| 2003               | США                | МЧС                | 4-е                | 7  | 0 | 2 | 2 | 4  |
| 2009               | США                | ЧС                 | 4-е                | 9  | 0 | 3 | 3 | 2  |
| 2011               | США                | ЧС                 | 8-е                | 7  | 1 | 3 | 4 | 0  |
| Молодіжна збірна   | Молодіжна збірна   | Молодіжна збірна   | Молодіжна збірна   | 7  | 0 | 2 | 2 | 4  |
| Національна збірна | Національна збірна | Національна збірна | Національна збірна | 16 | 1 | 6 | 7 | 2  |